# Pielgrzymowo (Kozłowo)
Pielgrzymowo (deutschPilgramsdorf) ist ein Dorf in der polnischen Woiwodschaft Ermland-Masuren. Es gehört zur Gmina Kozłowo (Landgemeinde Groß Koslau, 1938 bis 1945 Großkosel) im Powiat Nidzicki (Kreis Neidenburg).

## Geographische Lage
Pielgrzymowo liegt im Südwesten der Woiwodschaft Ermland-Masuren, sechs Kilometer südwestlich der Kreisstadt Nidzica (deutschNeidenburg).

## Geschichte
Pilgramsdorf wurde 1357 gegründet. Die Landgemeinde Pilgramsdorf wurde 1874 in den neu errichteten Amtsbezirk Saberau (polnisch Zaborowo) aufgenommen, der zum ostpreußischen Kreis Neidenburg gehörte.
507 Einwohner zählte Pilgramsdorf im Jahre 1910, im Jahre 1925 waren es 602, 1933 noch 463 und 1939 nur noch 437.
1945 wurde das gesamte südliche Ostpreußen in Kriegsfolge an Polen überstellt. Pilgramsdorf erhielt die polnische Namensform „Pielgrzymowo“ und ist heute als Sitz eines Schulzenamts (polnisch Sołectwo) eine Ortschaft im Verbund der Gmina Kozłowo (Landgemeinde Groß Kosdlau, 1938 bis 1945 Großkosel) im Powiat Nidzicki (Kreis Neidenburg), bis 1998 der Woiwodschaft Olsztyn, seither der Woiwodschaft Ermland-Masuren zugehörig.

## Kirche
Bis 1945 war Pilgramsdorf in die evangelische Kirche Saberau (polnisch Zaborowo) in der Kirchenprovinz Ostpreußen der Kirche der Altpreußischen Union, außerdem in die  römisch-katholische Kirche Neidenburg (polnisch Nidzica) im Bistum Ermland eingepfarrt. Heute ist Pielgrzymowo katholischerseits selber ein Kirchdorf, das als Filialgemeinde der Kirche Mariä Empfängnis und St. Adalbert Nidzica im jetzigen Erzbistum Ermland zugeordnet ist. Die evangelischen Einwohner orientieren sich zur Heilig-Kreuz-Kirche Nidzica in der Diözese Masuren der Evangelisch-Augsburgischen Kirche in Polen.

## Kultur/Sehenswürdigkeiten

### Gotisches Fürstengrab
In einem Waldstück bei Pilgramsdorf fand der Bauer Gustav Pasternak, als er Steine abbaute, ein sogenanntes gotisches Fürstengrab. Es gehört zu drei Hügelgräbern aus der älteren und jüngeren römischen Kaiserzeit. Der umfangreiche Inhalt der Grabkammern ist leider verschollen.

## Verkehr
Pielgrzymowo liegt an einer Nebenstraße, die die Schnellstraße 7 (auch Europastraße 77) bei Nidzica mit der Woiwodschaftsstraße 545 bei Kozłowo verbindet. Aus der Nachbarregion enden zwei Straßen von Cebulki (Pilgramsaue) und Zaborowo kommend in Pielgrzymowo. Eine Bahnanbindung besteht nicht.